# Léonard-Léopold Forgemol de Bostquénard
Léonard-Léopold Forgemol de Bostquénard (* 17. September 1821 in Azerables, Département Creuse; † 28. November 1897 in Paris) war ein französischer Général de division.
Forgemol de Bostquénard besuchte die Militärschule von Saint-Cyr und trat 1841 in die Armee in Algerien. Während des Deutsch-Französischen Krieges wurde er zum Generalstabschef des 17. Armeekorps ernannt  und 1871 dann zum Général de brigade befördert. Schließlich wurde er als Chef des Generalstabs beim 7. Armeekorps in Besançon verwendet. 
Nachdem Forgemol de Bostquénard 1879 zum Général de division befördert worden war, kam er zur Unterdrückung eines Aufstands nach Constantine in Algerien. 1881 befehligte er eine Division des Expeditionskorps, das Tunis besetzte, und wurde bald darauf dort Oberbefehlshaber. Er kehrte nach Frankreich zurück, um im Oktober 1883 Kommandant des 11. Armeekorps in Nantes zu werden, das er bis zum 1. Februar 1890 befehligte.
| Personendaten    | Personendaten                            |
| ---------------- | ---------------------------------------- |
| NAME             | Forgemol de Bostquénard, Léonard-Léopold |
| KURZBESCHREIBUNG | französischer General                    |
| GEBURTSDATUM     | 17. September 1821                       |
| GEBURTSORT       | Azerables, Département Creuse            |
| STERBEDATUM      | 28. November 1897                        |
| STERBEORT        | Paris                                    |